# Nørre Nissum
Nørre Nissum – miasto w Danii, w regionie Jutlandia Środkowa, w gminie Lemvig.